# Julius Greth
Julius Greth (* 1824 in Bydgoszcz; † 1903 in Heidelberg) war ein deutscher Zeichner, Lithograph und Maler.
Aus der Zeit zwischen etwa 1850 bis 1875 sind Abbildungen von Gebäuden und Landschaften aus dem heutigen Polen (Bromberg und Danzig), der heutigen Russischen Föderation (Königsberg i. Pr.) sowie dem Bodenseegebiet überliefert.